# Livingston (West Lothian)
Livingston al comtat de West Lothian és la quarta ciutat planejada construïda a Escòcia després de la Segona Guerra Mundial, el 1962. És a 25 km a l'oest d'Edimburg i a 50 km a l'est de Glasgow, i envoltada per les localitats de Broxburn al nord-est i Bathgate al nord-oest. Altres ciutats veïnes són Polbeth, West Calder, East Calder, Mid Calder, Uphall Station i Pumpherston.

## Població
Livingston és la ciutat més gran de West Lothian. Es va construir al voltant d'un conjunt de petits pobles, com Livingston Village, Bellsquarry o l'Estació de Livingston (avui dia Nether Dechmont o Deans). Conté diverses àrees residencials, com Craigshill, Howden, Dedridge, Ladywell, Knightsridge, Murieston, Adambrae, Deans o Eliburn. Livingston és, segons les estimacions del 2004, la setena ciutat d'Escòcia en nombre d'habitants. El cens del 2001 mostrava que Livingston tenia 50.826 habitants, i la seva àrea metropolitana 59.511. Livingston és també la segona població més gran de tots dos Lothians, després d'Edimburg.

## Història
El nom de Livingston prové d'un antic poblador flamenc, anomenat De Leving, a qui li va ser concedit el terreny, i que va construir una torre fortificada a la zona. L'assentament va passar així a anomenar-se Levingstoun, Layingston i finalment Livingston. Fins al 1963 l'àrea que envoltava l'antic poble eren terrenys agrícoles.
La moderna ciutat de Livingston va ser construïda després de l'aprovació de l'"Acta de Noves Ciutats" (New Towns Act) del 1946 (esmenada el 1959), per solucionar els problemes d'amuntegament de la població de Glasgow. Livingston va ser la quarta de les cinc ciutats que es van construir a aquest efecte (les altres van ser East Kilbride, Glenrothes, Cumbernauld i Irvine. Per construir la ciutat, es va constituir una organització semiautònoma, la Livingston Development Corporation. Aquesta corporació va estar a càrrec de Livingston fins a mitjans dels anys 1990, quan el seu mandat va expirar i el control de la ciutat va passar al West Lothian Council. L'última construcció important duta a terme per la LDC va ser l'estadi de l'anomenat Livingston FC D'ençà que depèn del WLC s'han escomès altres obres públiques d'envergadura, com la construcció d'un campus per al West Lothian College.

## Religió
En un cas únic a Escòcia, Livingston ha estat designada com "parròquia ecumènica", en una iniciativa conjunta de l'Església d'Escòcia, l'Església Episcopaliana d'Escòcia, l'Església Metodista del Regne Unit i l'Església Unida Reformada. Aquesta parròquia única té sis llocs de culte.
A més d'aquesta parròquia, hi ha una altra denominada Livingston Old Parish Church, que pertany únicament a l'Església d'Escòcia. També existeixen esglésies d'altres denominacions cristianes, especialment catòliques.